# Stigmatophora tridens
Stigmatophora tridens är en fjärilsart som beskrevs av Alfred Ernest Wileman 1910. Stigmatophora tridens ingår i släktet Stigmatophora och familjen björnspinnare. Inga underarter finns listade i Catalogue of Life.